# Twenty20

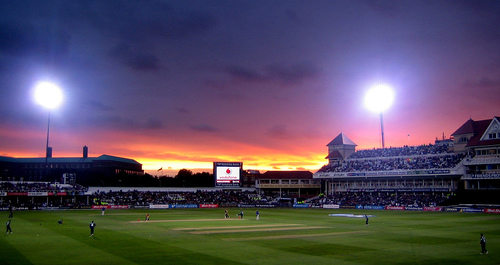
Een Twenty20 wedstrijd in volle gang. Twenty20 wedstrijden worden door de korte duur van de wedstrijd vaak 's avonds gespeeld.

Twenty20 is een vorm van cricket waarbij een wedstrijd uit 20 overs bestaat en daardoor gewoonlijk hooguit drie uur duurt. Het is een relatief nieuwe vorm van cricket: Twenty20 werd in het professionele cricket geïntroduceerd in Engeland in 2003. Deze korte wedstrijden zijn geïntroduceerd om cricket aantrekkelijker te maken voor de (tv)kijkers.

## Regels
De volgende punten zijn afwijkend van andere vormen van cricket:
- Als de bowler over de voorste lijn loopt tijdens het bowlen, krijgt de battende partij 2 runs en de battende partij kan door nog minder mogelijkheden uitgaan dan bij een andere no-ball
- Een bowler mag maximaal 4 overs bowlen per wedstrijd.
- Umpires mogen 5 strafruns geven als ze vinden dat een van de ploegen tijd verspeelt.
- Als de fieldende partij na 75 minuten nog niet aan de twintigste over is begonnen, krijgt de battende partij 6 runs per over extra. Als de umpire vindt dat de battende partij treuzelt, kunnen zij beslissen dat de extra runs niet worden gegeven.
- Er mogen niet meer dan 5 fielders op de leg-side (een helft van het veld) staan.
- Tijdens de eerste 6 overs, mogen maximaal 2 fielders buiten de 30 yard-lijn staan.
- Na de eerste 6 overs, mogen maximaal 5 fielders buiten de 30 yard-lijn staan.
- Als de wedstrijd in een gelijkspel eindigt en er moet in die wedstrijd een winnaar komen, volgt er een bowl-out (vergelijkbaar met strafschoppen in het voetbal). Hierin gaan eerst 5 bowlers allemaal 2 ballen bowlen op een onbeschermd (dus zonder batters) wicket. Als na gebowlde ballen per partij het aantal geraakte wickets gelijk is, gaat het spel verder door middel van het sudden-death systeem: Zodra er een verschil is in geraakte wickets en beide partijen hebben evenveel ballen gebowld, is de wedstrijd beslist.

## Internationaal
Sinds 2005 worden Twenty20 wedstrijden in internationaal verband gespeeld. In 2007 is er voor het eerst een Twenty20 wereldkampioenschap gehouden in Zuid-Afrika. Dit wereldkampioenschap is gewonnen door India. In 2009 werd er weer een wereldkampioenschap Twenty20 gehouden, ditmaal in Engeland en gewonnen door Pakistan. Voor dit wereldkampioenschap heeft ook Nederland zich gekwalificeerd. Nederland zorgde voor een internationale verrassing door in de openingswedstrijd van Engeland te winnen met vier wickets verschil.

## Twenty20 in Nederland
In Nederland worden al lang vriendschappelijke Twenty20-wedstrijden gespeeld. In 2007 organiseerde de KNCB voor het eerst een Twenty20 toernooi op het hoogste niveau. Het was een bekertoernooi waarbij de eerste teams in de twee hoogste herencompetities tegen elkaar strijden. Alle teams uit de hoofdklasse deden eraan mee, samen met enkele teams uit de eerste klasse. De sponsor van het toernooi is Nachenius Tjeenk. De naam ervan is Twenty20 Cup. In 2008 werd het toernooi opnieuw georganiseerd en ook in 2009 wordt dit toernooi gehouden.